# Entremetier
Als Entremetier (französisch entremétier) bezeichnet man in einer Küchenbrigade den Koch, der für die Zubereitung von Beilagen zuständig ist.
Zu seinem Aufgabenbereich zählt das Kochen von Gemüse und von Eierspeisen sowie die Zubereitung von Kartoffeln, Reis, Teigwaren, Klößen und Nocken.
In großen Küchenbrigaden findet man oftmals folgende Spezialisierungen:
- Boucher (Küchenfleischer)
- Entremetier (Beilagen)
- Gardemanger (kalte Küche)
- Hors d’œuvrier (Vorspeisen)
- Legumier (Gemüse)
- Pâtissier (Desserts, Süßspeisen)
- Potager (Suppen)
- Rôtisseur (Braten)
- Saucier (Saucen)